# Kadlott Károly-diszkográfia
Kadlott Károly albumai, kazettái, megjelenés éve és (ha lehetséges) katalógusszám szerint sorrendbe szedve. A teljesség igénye nélkül.
| Megjelenés éve | Album címe                                                    | Kiadó                                        | Kat.szám              | Hanghordozó             | Társelőadó (Ha volt) | Megjegyzés | Híresebb dalok (a teljesség igénye nélkül) |
| --- | ------------------------------------------------------------- | -------------------------------------------- | --------------------- | ----------------------- | -------------------- | --- | --- |
| 1987 | A zombori rózsák                                              | Holdex                                       | EX-001                | Kazetta                 |                      | Kadlott első albuma. | Távolodom; A zombori rózsák; Puszta fox; A Dohány utca sarkán... |
| 1987 | Nem zörög a haraszt...                                        | Holdex                                       | EX-002                | Kazetta                 |                      | | Indul a svábhegyi...; Szőr a szitába; Vedlik a pulikutya; Szél viszi messze |
| 1987 | Egy vándorcirkusz ócska... (Kadlott Károly III.)              | Holdex                                       | EX-008                | Kazetta                 |                      | Hiába az eggyel nagyobb katalógus szám, cím alapján ez az album hamarabb jelent meg, mint az EX-007-val jelzett kazetta.                                | Tűzpiros a virág; Utcasarkon sír egy kisgyerek; Van aki vár; Egy késő üzenet |
| 1987 | A füredi anna-bál... (Kadlott Károly IV.)                     | Holdex                                       | EX-007                | Kazetta                 |                      | | Reszket a hold a tó vizén; Dalold el ezüst gitár; A füredii anna-bálon |
| 1987 | Harmonika csárdások                                           | Holdex                                       | EX-010                | Kazetta                 | Tabányi Mihály       | | Az a szép; Nyisd ki babám az ajtót; Száz forintnak ötven a fele; Most kezdődik a tánc; Minek a szőke énnékem |
| 1987 | Délibábos Hortobágyon                                         | Holdex                                       | EX-020                | Kazetta                 |                      | | Jozef, Jozef; Délibábos Hortobágyon; Cső,cső,cső; Ma este babám; Elment a Lidi néni; Majd ha nékem sok pénzem lesz |
| 1987 | Melós gyerek vagyok                                           | Holdex                                       | EX-026                | Kazetta                 |                      | | A népművészet mestere; Cigányláz; Bakapanasz; Melós gyerek vagyok |
| 1988 | Hegyen völgyön lakodalom                                      | Hangszöv Kisszövetkezet / Proton             | HSZ-028               | Kazetta                 |                      | | Keceli lagzi; Megbántam már százezerszer; Hol a régi szerelem |
| 1988 | Gyere velem a tanyára                                         | Hangszöv Kisszövetkezet / Proton             | HSZ-031               | Kazetta                 |                      | | Gyere velem a tanyára; Seprik a pápai utcát; Kint a falu végén; Lányok, lányok, simongáti lányok (Életemnek van egy sötét pontja); Hazudnak a gyöngybetűk, Októbernek elsejével; Zöldre festett kapud előtt; Nem tudom, az életemet hol rontottam el... |
| 1988 | Lakodalom van a mi utcánkban                                  | Holdex                                       | EX-034                | Kazetta                 |                      | | Lakodalom van a mi utcánkban; Diák kislány; Rózsafa virít; Egy kicsi ház van; Halljátok cigányok; Nád a házam teteje; Jó éjszakát kedvesem |
| 1988 | Nádfedeles kis házikóm                                        | Holdex                                       | EX-038                | Kazetta                 |                      | | Zöld ablakos kicsi ház; Mindig veled; Süt a mama, süt a pék; Nádfedeles kis házikóm; Egy dunaparti csónakház; Adio (Surda dala) |
| 1988 | Túl a tiszán                                                  | Holdex                                       | EX-039                | Kazetta                 |                      | | Húzzátok cigányok; Haragszik az édesanyám; Budapesten hagytam én a szívem; Túl a tiszán; Mi mozog...; Cigánysoron |
| 1988 | Százezer dal                                                  | Holdex                                       | EX-40                 | Kazetta                 |                      | Az utolsó Holdex által gondozott kazetta. | Rendőrbácsik; Ugye te is akarod; Becsaptál; Még egyszer újra kéne kezdeni; Kicsit szomorkás a hangulatom |
| 1988 | Volt szeretőm "13" (Lakodalmas csárdások)                     | Szigma Kft.                                  | SZIG. 001             | Kazetta                 |                      | Régebbi, 1986-os felvételek, melyeken Kadlott nem csak énekelt, hanem Vermona szintetizátoron is játszott.                                              | Halvány őszi rózsa; Semmi babám, semmi; Volt szeretőm, tizenhárom; Megüzente a babám; Átal mennék én a Tiszán |
| 1989 | Szüreti lakodalmas                                            | E & E (Proton kiadó)                         | 0001                  | Kazetta                 |                      | Kadlott saját írású dalai hallhatóak a kazettán. | Hajnal óta tart a szüret; Goromba Karcsi; Mifelénk mindenki piál; Szüreti lakodalmas |
| 1989 | Bolond lakodalom                                              | Proton                                       | 15007                 | Kazetta                 |                      | | Csóró csávó vagyok; Vén szerenád; Karcsi a duhaj; Öreg betyár; Bolond Lakodalom |
| 1989 | Estharang                                                     | Proton                                       | 15018                 | Kazetta                 |                      | | Állok a Dunaparton; Gyere ülj ide!; Kártyavár; Amália; Vén szerenád |
| 1989 | Árad a duna vize                                              | Szigma Kft.                                  | SZIG. 12              | Kazetta                 |                      | 1986-os felvételek. | Árad a duna vize; Badacsonyi kéknyelű; Én édes Katinkám; Erdő, erdő de magas; Sej haj Rozika; Eresz alatt fecskefészek |
| 1989 | Érik a ropogós cseresznye (Lakodalmas csárdások 6.)           | Szigma Kft.                                  | SZIG 013 / SZIG:013   | Kazetta                 |                      | 1986-os felvételek. | Érik a ropogós cseresznye; Széles a Balaton vize; Bazsa Mári libája; Szép a rózsám, nincs hibája; Egy asszonynak kilenc a lánya |
| 1989 | Lőre, lőre, cudar lőre                                        | Szigma Kft.                                  | SZIG. 14              | Kazetta                 |                      | 1986-os felvételek. | Vörösbort ittam; Sárga a csikóm; Az asszony ha...; Kerek a káposzta; Szépen úszik a vadkacsa |
| 1990 | Karcsi és a nők                                               | Proton                                       | ?                     | Kazetta                 |                      | | Az anyósum rusnya mint a féreg; Sörinduló |
| 1990 | Az én rózsám félre-muzsikál                                   | E & E (Proton)                               | MC 29514              | Kazetta                 |                      | Pajzán dalok. | Öreg csavargó dala; Búcsú; Itt a tavasz; A nő az mindig csalóka; Az én rózsám félre-muzsikál |
| 1990 | Főzzünk együtt                                                | Proton                                       | MC 29522              | Kazetta                 |                      | Kadlott könyvével együtt jelent meg. | - |
| 1990 | Házibuli                                                      | Music Center Kft. (Proton)                   | ?                     | Kazetta                 |                      | | Én vagyok a falu rossza; Ennek a kislánynak; Este, ha lefekszik; Még nem tudom; A Mexikói seriff; Dunaparti fa-villa; A városi világ; Minden piros, fehér rózsát; Ne várj hiába                                                                         |
| 1990 | Aranylakodalmas (válogatott lakodalmas nóták)                 | Proton                                       | MC 29523              | Kazetta                 |                      | | Három dinnye van egy száron; Sörinduló; Julcsika, Tercsike; Lenn a dorozsmai határban; Húzzátok cigányok |
| 1990 | Minden asszony életében... (Bombasiker - Nosztalgia slágerek) | Maestro                                      | M 49                  | Kazetta                 |                      | | Homokóra; A szemed; Pedró kocsmája; Egy szál harangvirág; Egy késő üzenet |
| 1991 | Éjszakai mulató                                               | Qualiton, Maestro                            | MK 37567              | Kazetta                 |                      | | Lehet, hogy szép nem vagyok; Egy tisztes őszes halánték; Még egy éjszaka; A Villa negra románca; Távolodom |
| 1991 | Cigánybálban                                                  | Maestro                                      | M 50                  | Kazetta                 |                      | | Országúton dzsalóznak; Piros százas; Cigánybálba sok a roma; Ne tegye, ne tegye; Fáj a szívem; Ricsi, Ricsi, Ricsi; Én vagyok, én a kocsma közepén |
| 1992 | Egy szál harangvirág                                          | Favorit, Maestro                             | MK 37592              | Kazetta                 |                      | | Egy szál harangvirág; Távollét; Odavagyok magáért; Vágyom egy nő után; Már megettem a kenyerem javát |
| 1992 | Harmincadik                                                   | Proton                                       | PSMC 009              | Kazetta                 |                      | Kadlott harmincadik albuma. | Sivatagi paradicsom; Asszonyom...; Felmegyek hozzád; Egy jó kis dal; Nem lesz jó életed |
| 1992 | Nem élhetek muzsikaszó nélkül                                 | Kadencia Kft.                                | KA 84                 | Kazetta                 |                      | Magyarnóták. A "Kadenciás-korszak" első albuma. | Egy Jóska van a faluban; Kidőlt keresztfának; Nem élhetek muzsikaszó nélkül; Száz szál gyertyát |
| 1993 | Kadlott Karcsi Élőműsora NON-STOP (Délibábos Hortobágyon II.) | Kadencia Kft.                                | KA 101                | Kazetta                 |                      | Az album neve megtévesztő, hiszen nem élőben, hanem stúdióban felvett felvételekre vágtak rá közönség hangokat (kurjongatásokat, stb.)                  | Keceli lagzi; Az a rendes iparos; Piszkáld ki; Délibábos Hortobágyon; Ez a kislány; Eladó a menyasszony; Csak azt akarom kérni; Fagyban, közepében a télnek; Akit szeretnek a lányok; Kilenc kis gólya; Fáj a szívem; Nem megyünk mi innen el           |
| 1993 | Bakanóták                                                     | Kadencia Kft.                                | KA 143                | Kazetta                 |                      | | Ez a vonat most van indulóba; Őrmester úr fekete subája; Állj be Berci katonának; Tábortűznél levelemet írom; Ha majd a nyarunknak vége (Estére indul az ezred)                                                                                         |
| 1994 | Falusi lagzi                                                  | Kadencia Kft.                                | KA 214                | Kazetta                 |                      | | Rózsika; Pesti nóta; Elmúlt már a nyár; Zimmer-zum; Érted vérzik a szívem; Aranyszívű Zsiga |
| 1995 | Ne játszadozz a szívemmel                                     | Kadencia Kft.                                | KA 243                | Kazetta                 |                      | Kadlott Karcsi saját dalai. | Azt mondtad, hogy szeretsz; Nekem a sors; Mit tudod te kicsi lány; Táncolt a lány |
| 1995 | Összeveszett a násznép (Délvidéki Lagzi)                      | Kadencia Kft.                                | KA 255                | Kazetta                 |                      | | Szabad a madárnak; Összeveszett a násznép; Molnár legény koromban; Egy hangulat; Ott fogsz majd sírni; Mesélj nekem piros liliom; Józanságra nagy bennem az akarat                                                                                      |
| 1995 | Mulatós nóták pikánsan - Nem eszik a Jani lencsét             | Kadencia Kft.                                | KA 269                | Kazetta                 |                      | Mulatós nóták pikánsan. | Már késő; Hollári; Rákóczi tér; Megszökött a feleségem; Julcsa...; Átdobták a...; T.Sz. elnök |
| 1995 | Szupernosztalgia 3. - Az a két álmodozó                       | Kadencia Kft.                                | KA 272                | Kazetta                 |                      | | Az a két álmodozó; Nem mondhatom el; Ó Mr. Alkohol; Kövek a vízparton; Találd ki gyorsan a gondolatom; Annyi arc |
| 1995 | Szívküldi: Virágeső                                           | Kadencia Kft.                                | KA 273                | Kazetta                 |                      | | Virágeső; Szívednek színaranyból; Most kéne abbahagyni; Nem lehet boldogságot venni; Várj reám; Ne sírj kislány |
| 1996 | Falusi lagzi 2. (Szép kislány az Ica)                         | Kadencia Kft.                                | KA 277                | Kazetta                 |                      | | Egerbe' cseberből vederbe; Furcsa asszony az édesanyád; Arról szól egy bús erdélyi nóta; Szép kislány az Ica; Szervusz liget; Doktor úr, maga de jópofa                                                                                                 |
| 1996 | Se veled, se nélküled                                         | Kadencia Kft.                                | KA 281                | Kazetta                 |                      | | Se veled, se nélküled; Szeretni kell; Éjjel rács van a csillagokon; Csak egy kis emlék; Csak inni, inni |
| 1996 | Van egy kicsi házikó - Örökzöld világslágerek                 | Kadencia Kft.                                | KA 283                | Kazetta                 |                      | | Fehér házikó; Pesti Gigolo; Érzés; Kósza szél; Mint a violák; Imádok útra kelni; Szeptember volt; Buona Sera |
| 1997 | Szívküldi: Halványkék szemek                                  | Kadencia Kft.                                | KA 343                | Kazetta                 |                      | | Találkozás; Becsaptál; Hol vagytok cimborák; Elpattant egy húr; A legtöbb ember ott hibázza el; Engem nem lehet elfelejteni; Halványkék szemek |
| 1997 | Téged várlak átvirrasztott éjjeleken                          | Kadencia Kft.                                | KA 344                | Kazetta                 |                      | | Van aki vár; Még nem veszíthetek; Szállj el, kismadár!; Nehéz a boldogságtól búcsút venni; Bocsássa meg nekem a világ; Különös szilveszter; Falu végén kis kunyhóban                                                                                    |
| 1998 | Aki melletted él                                              | Kadencia Kft.                                | KA 395                | Kazetta                 |                      | | Aki melletted él; Városi világ; A boldogságtól ordítani tudnék; Ne sírj anyám; Annyi arc ismerős; Ne keresd, ne sirasd; No Miss; Csavargó fantáziám |
| 1998 | Hát idefigyelj Lajos                                          | Kadencia Kft.                                | KA 396                | Kazetta                 |                      | | Hát idefigyelj Lajos; Egerbe'; Kérges a tenyerem; Indul a svábhegyi; Ma este babám; Van nekem egy nagyon kedves barátom; Hosszú fekete haj; Balaton közepe náddal van kerítve                                                                           |
| 1998 | Szeretni kell...                                              | Kadencia Kft.                                | KA 407                | Kazetta                 |                      | | Túl minden bolondos álmon; Egy darabot a szívemből; Santa Maria; Szeretném bejárni a földet; Made in Hungária; Utcabál; Visszatérek én; Szeretni kell; Találkozás egy régi szerelemmel                                                                  |
| 1999 | Bocsássa meg...                                               | Kadencia Kft.                                | KA 408                | Kazetta                 |                      | Az utolsó Kadencia Kft. gondozásában megjelent Kadlott album.                                                                                           | Bocsássa meg nekem a világ; A szemed; Halvány őszi rózsa; Kicsiny falum, ott születtem én; Egy asszony miatt vagyok ilyen léha; A Füredi Annabálon; Még egy éjszaka; Sirályok sírnak; Véget ért egy fejezet                                             |
| 1999 | Bocsássa meg nekem a világ                                    | Euro Music / Europe Records (Románia)        | 79850                 | Kazetta                 |                      | Kizárólag Romániában megjelent kazetta. | Bocsássa meg nekem a világ; Kék a szeme; Egy nyár, egy lány; Egy hangulat; Bocsásd meg kérlek |
| 1999 | Nosztalgia slágerek                                           | Euro Music / Europe Records (Románia)        | 79950                 | Kazetta                 |                      | Kizárólag Romániában megjelent kazetta. | Hol a régi; Sötét börtön; A boldogság egy pillanat; Keress meg néha; Édesanyám nyugszik; Egy vándorcirkusz |
| 2003 | Te vagy az első                                               | Szerzői kiadás                               | PSCD11                | CD, kazetta             |                      | | Gyere hozzám; Ahogy lesz, úgy lesz; Fáj a szívem, fáj; Az éj véget ér |
| 2003 | Halk zene szól az éjszakában                                  | Aréna Holding                                | ARCD 2055 / ARMC 2055 | CD, kazetta             |                      | | Halk zene szól az éjszakában; Maradj velem; Égig érnek; Szeretném bejárni a földet; Kövek a vízparton; Csak egy asszony volt az életemben; Egy esős vasárnap délután; Kicsit szomorkás a hangulatom                                                     |
| 2003 | Kecskeméti öreg templom harangja                              | Aréna Holding                                | ARCD 2056 / ARMC 2056 | CD, kazetta             |                      | | Kecskeméti öreg templom harangja; Kannás bor; Visz a vonat; Nem bánom; Fényes kövek; Szívednek színaranyból |
| Újrakiadások |                                                               |                                              |                       |                         |                      | | |
| 1992 (?) (Katalógusszám alapján megkérdőjelezhető dátum) | Minden asszony életében...                                    | Kadencia Kft.                                | KA 223                | Kazetta, újrakiadás     |                      | | |
| 1994 | Cigánybálban                                                  | Kadencia Kft.                                | KA 227                | Kazetta, újrakiadás     |                      | | |
| 2002 | Éjszakai mulató                                               | Hungaroton                                   | HCD 37567             | CD, kazetta, újrakiadás |                      | | |
| 2003 | Egy szál harangvirág                                          | Hungaroton                                   | HCD 37592             | CD, kazetta, újrakiadás |                      | | |
| 2003 | Délibábos Hortobágyon                                         | Aréna Holding                                | ARCD 2023             | CD, kazetta, újrakiadás |                      | | |
| 2003/2005 | Aranylakodalmas                                               | Aréna Holding / Membram Music Ltd.           | ARCD 2024 / 223371    | CD, újrakiadás          |                      | Az újrakiadáson megtalálható az 1990-es aranylakodalmas és az 1988-as Lakodalom van a mi utcánkban dalainak egy része, és a Házibuli című album egésze. | |
| 2003 | A vén szerenád                                                | Aréna Holding                                | ARCD 2025             | CD, kazetta, újrakiadás |                      | Az 1987 és 1988-ban megjelent kazetták legnépszerűbb dalai.                                                                                             | |
| 200? (Eltérő információk miatt megkérdőjelezhető a pontos kiadási dátum. Habár több felületen 2007/2008 van feltüntetve, előfordul 2002, 2003, stb. évszám is) | Vágyom egy nő után                                            | ArtMedia International (RNR Media), Kadencia | 07722 RNR             | CD, újrakiadás          |                      | Egy szál harangvirág című album újrakiadása. | |
| 200? (Eltérő információk miatt megkérdőjelezhető a pontos kiadási dátum. Habár több felületen 2007/2008 van feltüntetve, előfordul 2002, 2003, stb. évszám is) | Falusi lagzi 1.                                               | ArtMedia International (RNR Media), Kadencia | 07702 RNR             | CD, újrakiadás          |                      | Falusi lagzi című album újrakiadása. | |
| 200? (Eltérő információk miatt megkérdőjelezhető a pontos kiadási dátum. Habár több felületen 2007/2008 van feltüntetve, előfordul 2002, 2003, stb. évszám is) | Falusi lagzi 2.                                               | ArtMedia International (RNR Media), Kadencia | ?                     | CD, újrakiadás          |                      | Falusi lagzi 2. újrakiadása. | |
| 200? (Eltérő információk miatt megkérdőjelezhető a pontos kiadási dátum. Habár több felületen 2007/2008 van feltüntetve, előfordul 2002, 2003, stb. évszám is) | Délibábos Hortobágyon II.                                     | ArtMedia International (RNR Media), Kadencia | ?                     | CD, újrakiadás          |                      | Délibábos Hortobágyon II. újrakiadása. (Kadlott Karcsi Élőműsora NON-STOP)                                                                              | |
| 200? (Eltérő információk miatt megkérdőjelezhető a pontos kiadási dátum. Habár több felületen 2007/2008 van feltüntetve, előfordul 2002, 2003, stb. évszám is) | Bakanóták                                                     | ArtMedia International (RNR Media), Kadencia | 07692 RNR             | CD, újrakiadás          |                      | Bakanóták újrakiadása. | |
| 200? (Eltérő információk miatt megkérdőjelezhető a pontos kiadási dátum. Habár több felületen 2007/2008 van feltüntetve, előfordul 2002, 2003, stb. évszám is) | Nem élhetek muzsikaszó nélkül                                 | ArtMedia International (RNR Media), Kadencia | 07672 RNR             | CD, újrakiadás          |                      | Nem élhetek muzsikaszó nélkül újrakiadása. | |
| 200? (Eltérő információk miatt megkérdőjelezhető a pontos kiadási dátum. Habár több felületen 2007/2008 van feltüntetve, előfordul 2002, 2003, stb. évszám is) | Van egy kicsi házikó                                          | ArtMedia International (RNR Media), Kadencia | 07292 RNR             | CD, újrakiadás          |                      | Van egy kicsi házikó újrakiadása. | |
| 200? (Eltérő információk miatt megkérdőjelezhető a pontos kiadási dátum. Habár több felületen 2007/2008 van feltüntetve, előfordul 2002, 2003, stb. évszám is) | Szeretni kell...                                              | ArtMedia International (RNR Media), Kadencia | 07812 RNR             | CD, újrakiadás          |                      | Szeretni kell... újrakiadása. | |
| 200? (Eltérő információk miatt megkérdőjelezhető a pontos kiadási dátum. Habár több felületen 2007/2008 van feltüntetve, előfordul 2002, 2003, stb. évszám is) | Bocsássa meg nekem a világ                                    | ArtMedia International (RNR Media), Kadencia | 07822 RNR             | CD, újrakiadás          |                      | Bocsássa meg... album újrakiadása. | |
| 200? (Eltérő információk miatt megkérdőjelezhető a pontos kiadási dátum. Habár több felületen 2007/2008 van feltüntetve, előfordul 2002, 2003, stb. évszám is) | Minden asszony életében...                                    | ArtMedia International (RNR Media), Kadencia | 07712 RNR             | CD, újrakiadás          |                      | Minden asszony életében... album újrakiadása. | |
| 200? (Eltérő információk miatt megkérdőjelezhető a pontos kiadási dátum. Habár több felületen 2007/2008 van feltüntetve, előfordul 2002, 2003, stb. évszám is) | Se veled, se nélküled                                         | ArtMedia International (RNR Media), Kadencia | 07772 RNR             | CD, újrakiadás          |                      | Se veled, se nélküled album újrakiadása. | |
| 200? (Eltérő információk miatt megkérdőjelezhető a pontos kiadási dátum. Habár több felületen 2007/2008 van feltüntetve, előfordul 2002, 2003, stb. évszám is) | Ne játszadozz a szívemmel                                     | ArtMedia International (RNR Media), Kadencia | 07742 RNR.            | CD, újrakiadás          |                      | Ne játszadozz a szívemmel album újrakiadása. | |
| 200? (Eltérő információk miatt megkérdőjelezhető a pontos kiadási dátum. Habár több felületen 2007/2008 van feltüntetve, előfordul 2002, 2003, stb. évszám is) | Téged várlak átvirrasztott éjjeleken                          | ArtMedia International (RNR Media), Kadencia | ?                     | CD, újrakiadás          |                      | Téged várlak átvirrasztott éjjeleken album újrakiadása.                                                                                                 | |
| 200? (Eltérő információk miatt megkérdőjelezhető a pontos kiadási dátum. Habár több felületen 2007/2008 van feltüntetve, előfordul 2002, 2003, stb. évszám is) | Cigánybálban                                                  | ArtMedia International (RNR Media), Kadencia | ?                     | CD, újrakiadás          |                      | Cigánybálban album újrakiadása. | |
| 200? (Eltérő információk miatt megkérdőjelezhető a pontos kiadási dátum. Habár több felületen 2007/2008 van feltüntetve, előfordul 2002, 2003, stb. évszám is) | Összeveszett a násznép                                        | ArtMedia International (RNR Media), Kadencia | 07752 RNR             | CD, újrakiadás          |                      | Összeveszett a násznép - Délvidéki Lagzi újrakiadása | |
| 200? (Eltérő információk miatt megkérdőjelezhető a pontos kiadási dátum. Habár több felületen 2007/2008 van feltüntetve, előfordul 2002, 2003, stb. évszám is) | Aki melletted él                                              | ArtMedia International (RNR Media), Kadencia | ?                     | CD, újrakiadás          |                      | Aki melletted él album újrakiadása | |
| 200? (Eltérő információk miatt megkérdőjelezhető a pontos kiadási dátum. Habár több felületen 2007/2008 van feltüntetve, előfordul 2002, 2003, stb. évszám is) | Hát idefigyelj Lajos                                          | ArtMedia International (RNR Media), Kadencia | ?                     | CD, újrakiadás          |                      | Hát idefigyelj Lajos album újrakiadása. | |
| 200? (Eltérő információk miatt megkérdőjelezhető a pontos kiadási dátum. Habár több felületen 2007/2008 van feltüntetve, előfordul 2002, 2003, stb. évszám is) | Szívküldi... 6.                                               | ArtMedia International (RNR Media), Kadencia | ?                     | CD, újrakiadás          |                      | Virágeső album újrakiadása. | |
| 200? (Eltérő információk miatt megkérdőjelezhető a pontos kiadási dátum. Habár több felületen 2007/2008 van feltüntetve, előfordul 2002, 2003, stb. évszám is) | Szívküldi... 13.                                              | ArtMedia International (RNR Media), Kadencia | ?                     | CD, újrakiadás          |                      | Halványkék szemek album újrakiadása. | |

A felsoroltakon kívül több kalózkazetta is megjelent melyeken Kadlott Karcsi énekelt.